# T. T. Boy
T. T. Boy (настоящее имя — Филлип Трой Ривера (Phillip Troy Rivera), родился 30 апреля в 1968 г., Пуэрто-Рико) — американский порноактёр, лауреат премий AVN Awards и XRCO Award, член залов славы AVN, XRCO, Urban X и Legends of Erotica.

## Биография
Родился 30 апреля в 1968 г. в Пуэрто-Рико. Дебютировал в порноиндустрии в 1988 году, в возрасте около 20 лет. В 1994–2013 также выступал в роли режиссёра, сняв 208 фильмов. Дважды выиграл премию «исполнитель года» XRCO и был назван исполнителем года AVN 1996 года. В 2000 году был избран в Зал славы XRCO. Работал также под такими сценическими именами, как TT Boyd, Max Reynolds, Max Cash и Butch. С 2003 года член зала славы AVN. В 2014 году покидает индустрию, снявшись в 1872 фильмах.

## Награды
- 1992 — лучшая групповая сцена — видео — (Realities 2, Эшлин Гир, Марк Уаллис и T.T. Boy)
- 1993 — лучшая парная сцена — видео — (Bikini Beach, Sierra и T.T. Boy)
- 1995 — лучшая парная сцена — фильм — (Blue Movie, Дженна Джеймсон и T.T. Boy)
- 1996 — исполнитель года — (видео: Adult Video News Awards 1996)
- 1996 — самая скандальная сексуальная сцена — (Shock, Шейла Лаво, T.T. Boy и Винс Войер)
- 2000 — Зал славы XRCO[3][4][5][6]
- 2003 — Зал славы AVN
- 2009 — зал славы Urban X[7]